# Carioca (film, 1933)
Pour les articles homonymes, voir Carioca.
Pour plus de détails, voir Fiche technique et Distribution.

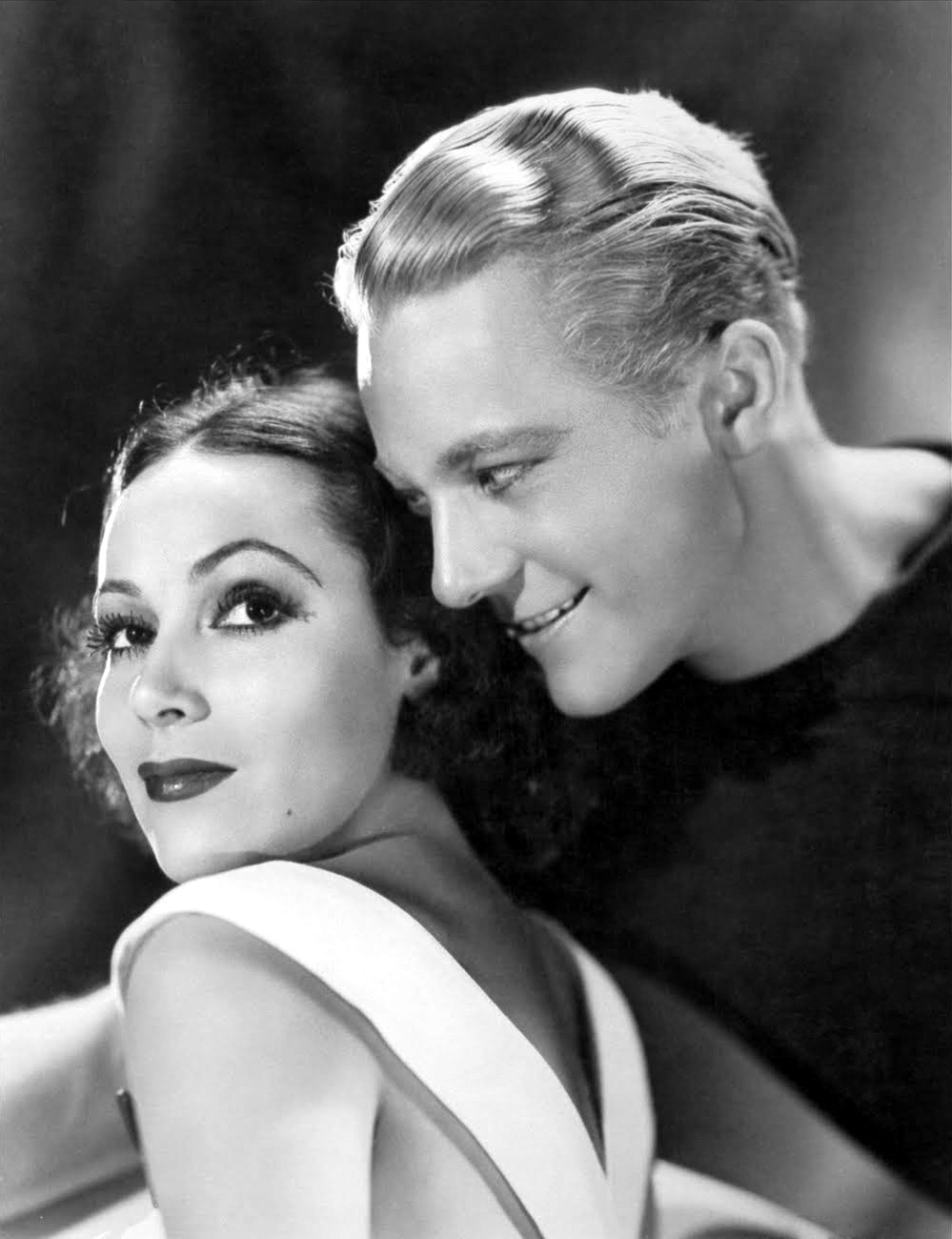
Dolores del Río et Gene Raymond

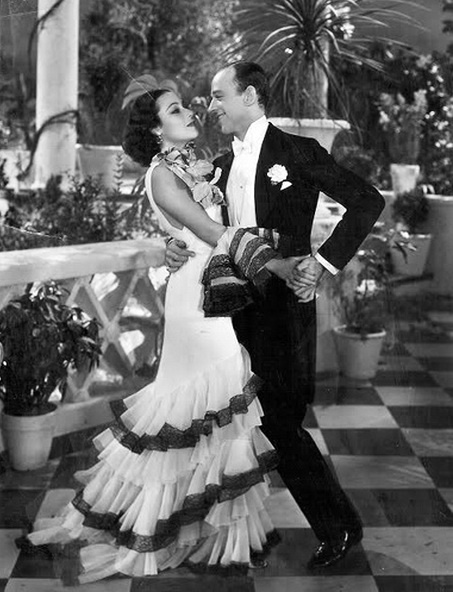
Dolores del Río et Fred Astaire

Carioca (titre original : Flying Down to Rio) est un film américain de la période pré-Code réalisé par Thornton Freeland, sorti en 1933. C'est le premier film réunissant Fred Astaire et Ginger Rogers, toutefois ils ne sont pas les têtes d'affiche, qui met en vedette Dolores del Rio et Gene Raymond. 

## Synopsis
Le chef d'un orchestre courtise une jeune femme d'origine latine alors même que cette dernière est déjà fiancée à son employeur.

## Fiche technique
- Titre : Carioca
- Titre original : Flying Down to Rio
- Réalisation : Thornton Freeland, assisté de Mark Sandrich et Wallace MacDonald (non crédités)
- Scénario : Erwin S. Gelsey, H.W. Hanemann et Cyril Hume d'après l'histoire de Lou Brock et la pièce de Anne Caldwell
- Production : Lou Brock (producteur associé) et Merian C. Cooper (producteur exécutif)
- Société de production : RKO
- Directeur musical : Max Steiner
- Musique : Vincent Youmans
- Arrangements musicaux : R.H. Bassett, Bernhard Kaun, Eddie Sharpe, Murray Spivack (non crédités)
- Directeur artistique : Carroll Clark et Van Nest Polglase
- Producteur : Lou Brock et Merian C. Cooper
- Budget : 462 000 $
- Chorégraphie : Dave Gould et Hermes Pan (non crédité)
- Directeur de la photographie : J. Roy Hunt
- Montage : Jack Kitchin
- Direction artistique : Carroll Clark et Van Nest Polglase
- Costumes : Irene (non créditée) et Walter Plunkett
- Pays de production :  États-Unis
- Langue : portugais - anglais
- Genre : film musical,  comédie romantique
- Format : noir et blanc - Son : Mono (RCA Victor System)
- Durée : 89 minutes
- Dates de sortie :
  - États-Unis : 22 décembre 1933 (première à New York), 29 décembre 1933 (sortie nationale)
  - France : 27 avril 1934

## Distribution
- Dolores del Rio (VF : Lita Recio) : Belinha De Rezende
- Gene Raymond : Roger Bond
- Raul Roulien : Julio Rubeiro
- Ginger Rogers : Honey Hale
- Fred Astaire : Fred Ayres
- Blanche Friderici : Doña Elena De Rezende
- Walter Walker : Señor Carlos De Rezende
- Etta Moten : Le Chanteur Carioca
- Roy D'Arcy, Maurice Black, Armand Kaliz : Membres du syndicat grec
- Paul Porcasi : Le maire
- Reginald Barlow : Alfredo Vianna, le banquier
- Eric Blore : Mr. Butterbass

Et, parmi les acteurs non crédités :
- Luis Alberni : Le directeur du casino à Rio
- Donald Barry : Un danseur
- Lucile Browne : Une amie de Belinha
- Movita Castaneda : Une chanteuse (numéro Carioca)
- Gino Corrado : Un messager
- Betty Furness : une amie de Belinha

## Numéros musicaux
Incluant :
- Flying Down to Rio chanté par Fred Astaire, dansé par Ginger Rogers et les chœurs
- Music Makes Me chanté par Ginger Rogers, dansé par Fred Astaire
- Orchids in Moonlight, chanson de Raul Roulien (en), dansé par Fred Astaire et Dolores del Rio
- The Carioca Chanson de Alice Gentle, Movita Castaneda et Etta Moten Barnett (en), dansé par Ginger Rogers, Fred Astaire et les chœurs

## Postérité
Les paroles originales de The Carioca sont la base des paroles de la chanson Carioca qui figure dans le film La Cité de la peur.